# بوب هيغينز
بوب هيغينز (بالإنجليزية: Bob Higgins)‏ (23 ديسمبر 1958 في المملكة المتحدة - ) هو لاعب كرة قدم بريطاني في مركز الدفاع. لعب مع نادي بيرنلي ونادي روتشديل ونادي هارتلبول يونايتد ونادي موركامب.